# St. Lioba (Bad Liebenzell)
Die katholische Kirche St. Lioba in der Kurstadt Bad Liebenzell ist eine Kirche mit dem Patrozinium der heiligen Lioba von Tauberbischofsheim.

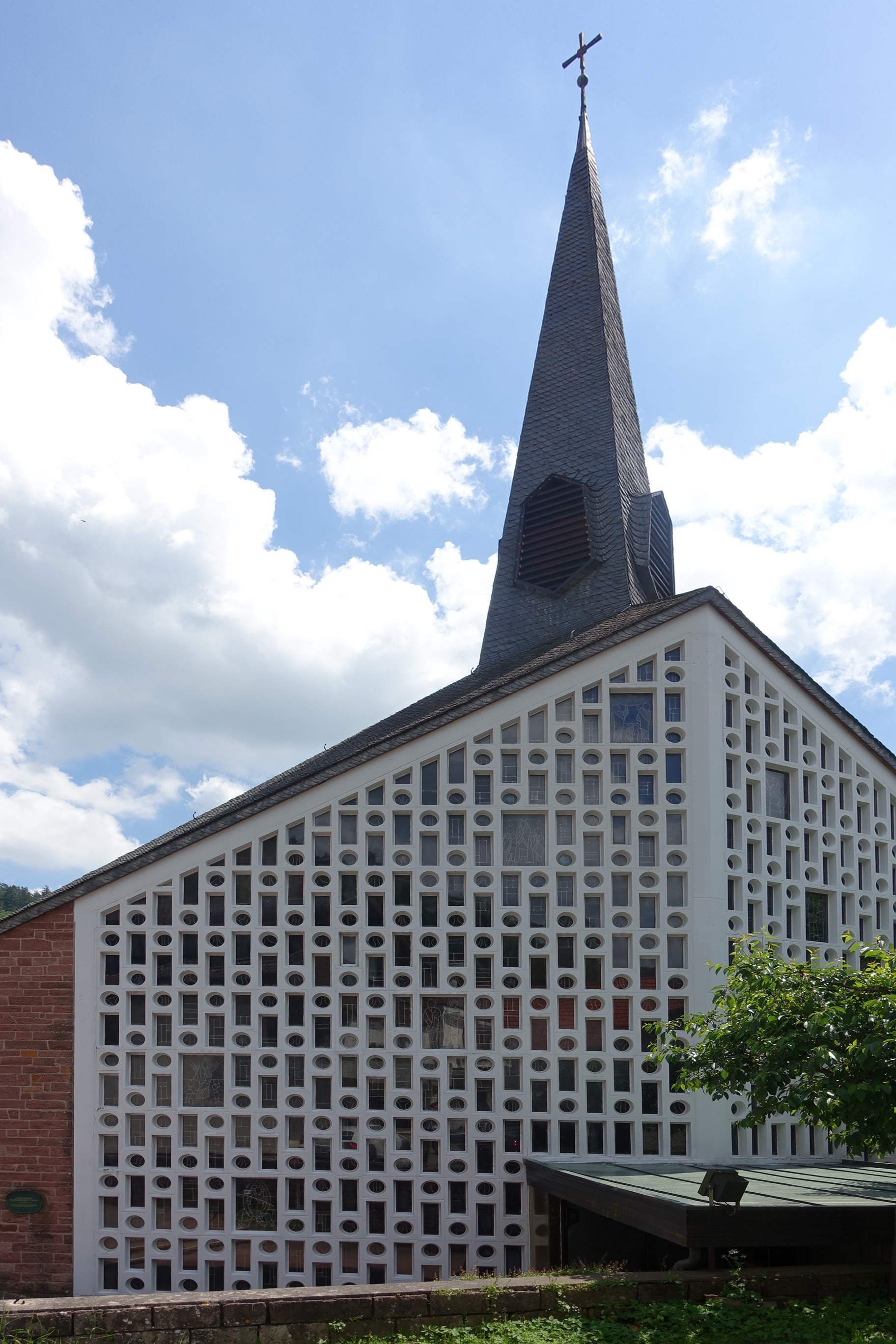
Kirche St. Lioba

## Geschichte
Katholische Gottesdienste wurden seit 1902 in Bad Liebenzell gefeiert. Über Jahrzehnte trafen sich die Gläubigen zum Gottesdienst im Gasthof Adler, in der evangelischen Kirche, im alten Forsthaus oder im Marienstift. Nach dem Zweiten Weltkrieg stieg die Zahl der katholischen Christen durch den Zuzug von Vertriebenen sowie auswärtigen Beschäftigten an. Während der Saison hielten sich zahlreiche Gäste zur Kur in der Badestadt auf, so dass der Wunsch nach einem eigenen Gotteshaus weiter wuchs. Nach vielen gescheiterten Grundstücksverhandlungen konnte der Calwer Pfarrbezirk in Bad Liebenzell eine Apotheke samt Garten erwerben, dessen Besitzer der Bau einer Kirche besonders am Herzen lag. Mit den Planungen für die Kirche wurde der Architekt Alfons Leitl betraut, obwohl der Weihbischof Wilhelm Sedlmeier die Gemeinde vor dem Architekten gewarnt hatte, da er nie den finanziellen Rahmen einhielt.
Am 13. September 1959 war die Grundsteinlegung, am 4. Juni 1961 wurde die Kirche geweiht.
Die selbstständige Stadtpfarrei St. Lioba/St. Aurelius wurde im Jahr 1963 gegründet. Später ist sie im Pfarrverband Calw/Bad Liebenzell aufgegangen.

## Baubeschreibung
Alfons Leitl hat den katholischen Kirchenbau nach dem II. Weltkrieg maßgeblich beeinflusst. Er favorisierte einen orthogonalen Grundriss. Die Kirche wurde im Baustil der Nachkriegsmoderne errichtet. Der Grundriss des Kirchenschiffs ist trapezförmig. Da die Wand auf der Seite des Portals nicht gerade, sondern winklig vorgewölbt ist, ergibt sich ein Fünfeck. Diese Wand ist in Glasstahlbeton ausgeführt, die übrigen sind aus Beton. Neben dem mit einem Satteldach bedeckten Kirchenschiff befindet sich auf der Südseite eine Kapelle für die werktägliche Andacht und die Sakristei. Das Satteldach ist dort durch ein Pultdach verlängert.
Der spitze Glockenturm steht an der Nord-Ost-Ecke des Gebäudes.

## Ausstattung
Schlichtheit und Klarheit sind oberstes Gebot in der Ausstattung, das gilt sowohl für den Altar als auch für den Ambo, eine Kanzel gibt es nicht. Auch das Kreuz an der Altarwand und der Osterleuchter sind modern gehalten. Der Kirchenraum ist in traditioneller Weise in Altar- und mit Kirchenbänken ausgestatteten Gemeindebereich unterteilt, die durch Höhendifferenz optisch gegeneinander abgegrenzt sind.
1964 wurde eine Orgel mit 11 Registern von der Firma E. F. Walcker & Cie. angeschafft.